# Robert Lee Gibson
Robert Lee „Hoot“ Gibson (* 30. Oktober 1946 in Cooperstown, Bundesstaat New York, USA) ist ein ehemaliger amerikanischer Astronaut.
Gibson erhielt 1969 einen Bachelor in Luftfahrttechnik von der California Polytechnic State University.
1969 trat Gibson in die United States Navy ein. Nach seiner Ausbildung zum Marineflieger war er zwischen 1972 und 1975 auf den Flugzeugträgern Coral Sea und Enterprise stationiert. Von dort flog er Kampfeinsätze über Südostasien. Er absolvierte die Marinefliegerschule Topgun. Nach seiner Rückkehr in die USA war er F-14-Pilotenausbilder. Im Juni 1977 schloss er seine Ausbildung zum Testpiloten ab und testete danach das F-14-Kampfflugzeug auf dem Naval Air Test Center.

## Astronautentätigkeit
Im Januar 1978 wurde Gibson von der NASA als Astronautenanwärter ausgewählt. Von Dezember 1992 bis September 1994 war er Leiter des Astronautenbüros und von März bis November 1996 stellvertretender Direktor des Flight Crew Operations Directorate, das über die Mannschaftszusammensetzungen von Raumflügen entscheidet.

### STS-41-B
Am 3. Februar 1984 startete Gibson als Pilot der Raumfähre Challenger zu seiner ersten Mission ins All. STS-41-B war der erste Flug eines Space Shuttle, bei dem sowohl Start als auch Landung auf dem Kennedy-Space-Center erfolgten. Ein Höhepunkt des Fluges war der erste freie Weltraumausstieg. Hierbei benutzten die Astronauten Manned Maneuvering Units und waren vollkommen unabhängig vom Shuttle. Als Ladung hatte das Shuttle die beiden Satelliten WESTAR-VI and PALAPA-B2 an Bord. Aufgrund eines Versagens des Payload Assist Module-D (PAM-D) gelangten sie aber in eine zu niedrige Umlaufbahn.

### STS-61-C
Gibson startete am 12. Januar 1986 als Kommandant der Raumfähre Columbia zu seinem zweiten Flug ins All. Hauptziel der Mission STS-61-C war es, den Kommunikationssatelliten SATCOM Ku-1 in seine Umlaufbahn zu bringen. Außerdem wurden zahlreiche kleinere astrophysikalische und materialwissenschaftliche Experimente durchgeführt.

### STS-27
Als Kommandant der Raumfähre Atlantis startete Gibson am 2. Dezember 1988 zur Mission STS-27. Hauptziel dieser Mission war das Aussetzen des militärischen Aufklärungssatelliten Lacrosse 1.

### STS-47
Am 12. September 1992 startete Gibson als Kommandant der Raumfähre Endeavour zur zehnten Spacelab-Mission STS-47. An Bord wurden 43 Experimente verschiedener Art durchgeführt, zum Beispiel wurde getestet, ob Hornissen die Fähigkeit hätten, unter Schwerelosigkeit Waben zu bauen. Das Ergebnis war negativ. Auch im medizinischen Bereich wurden Experimente betrieben. Mit Mamoru Mōri war auch der erste japanische Astronaut mit an Bord.

### STS-71

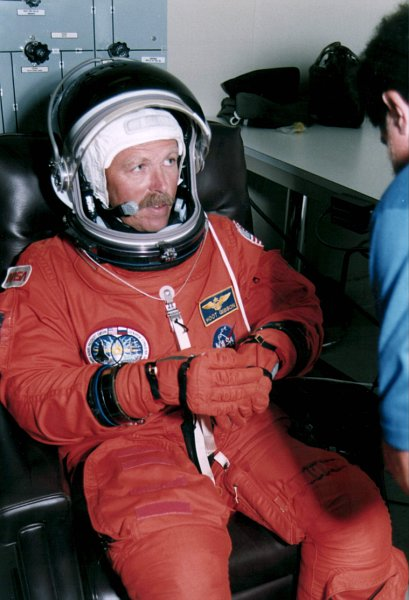
Gibson legt seinen Raumanzug für die Mission STS-71 an

Am 27. Juni 1995 kommandierte Gibson die 100. Mission eines bemannten Raumfahrzeugs der USA. Hauptaufgabe des Fluges STS-71 war die erste Kopplung zwischen der Raumfähre Atlantis und der Raumstation Mir während des dritten Fluges innerhalb des Shuttle-Mir-Programms. Außerdem wurden im Spacelab-Modul verschiedene medizinische Experimente zur Erforschung der Auswirkung der Schwerelosigkeit auf das Gefäßsystem, Knochen und die Lunge des Menschen durchgeführt.

## Nach der NASA
Im November 1996 verließ Gibson die NASA und wurde Pilot bei Southwest Airlines. 2006 wurde Gibson von der FAA zwangsweise in den Ruhestand geschickt. Gibson hat sich öffentlich gegen die Bundesvorschriften zum Höchstalter von 60 Jahren für Linienpiloten ausgesprochen.
Im Dezember 2006 wurde er Chief Operating Officer und Chef-Testpilot bei der Benson Space Company.

## Privates
Robert Gibson ist mit der Astronautin Rhea Seddon verheiratet und hat vier Kinder. 1987 gründete er zusammen mit George Nelson und Brewster Shaw die Astronautenband Max Q.

Mehrfach nahm er an den Reno Air Races teil, im Jahre 2015 gelang ihm dabei der Sieg in der höchsten Wettbewerbsklasse Unlimited. Er flog dabei eine modifizierte North American P-51D-20NT Mustang „Strega“.